# NGC 7013
NGC 7013 је лентикуларна галаксија у сазвежђу Лабуд која се налази на NGC листи објеката дубоког неба.
Деклинација објекта је + 29° 53' 49" а ректасцензија 21h 3m 33,6s. Привидна величина (магнитуда) објекта NGC 7013 износи 11,5 а фотографска магнитуда 12,4. Налази се на удаљености од 14,2000 милиона парсека од Сунца. NGC 7013 је још познат и под ознакама UGC 11670, MCG 5-49-1, CGCG 491-2, IRAS 21014+2941, PGC 66003.